# Monique Ouli Ndongo
Monique Ouli Ndongo est une femme politique camerounaise, membre du Rassemblement Démocratique du Peuple Camerounais (RDPC). Durant deux législatures, elle est élue sénatrice de la région de l'Est Cameroun. Elle est nommée membre du Conseil constitutionnel du Cameroun en avril 2025 par le président de la République du Cameroun.

## Biographie

### Formation et carrière
Elle est originaire du département de la Kadey à l'Est. Diplômée de la Faculté d'agronomie et des sciences agricoles (FASA) de l'Université de Dschang en 1985, elle est Ingénieur des travaux agricoles. Elle commence sa carrière au Ministère de l'Élevage, des Pêches et des Industries Animales (MINEPIA). Cadre d'administration, elle tient les fonctions de Secrétaire Générale de ce département ministériel de 2006 à 2015. 

### Parcours politique
Membre titulaire élue du comité central du RDPC en 2011, elle compte parmi les femmes qui œuvrent pour l'émancipation politique féminine au Cameroun et notamment à l'Est. En 2013, elle est retenue dans la liste des candidats RDPC aux élections sénatorialeset est élue Sénatrice titulaire de l'Est Cameroun. En 2018, elle reprend la course électorale et conserve ses fonctions sénatoriales lors de la deuxième législature.  
Le mardi 5 juillet 2022, lors de l'installation du Bureau Exécutif de l’Alliance parlementaire camerounaise pour la sécurité alimentaire et nutritionnelle (APCASAN), elle est nommée Rapporteur général adjoint. Elle a également fait partie du Réseau des parlementaires Diaspora-Coopération décentralisée (REP-COD) qui vise à apporter des solutions aux communes dans différents domaines liés à coopération décentralisée, transfrontalière et à l’intercommunalité. La même année, elle s'associe à un autre sénateur de l'Est, Jean Mboubjo, pour contribuer à faciliter le recouvrement des recettes municipales dans le département  de la Kadey. Ils offrent ensemble aux sept communes de ce département sept motos et des enveloppes financières destinées à accélérer l'établissement d'actes de naissance à travers l'organisation d'audiences foraines. 
Lors des élections sénatoriales de 2023, son aventure sénatoriale arrive à son terme. Elle laisse la place à de nouvelles figures politiques dans la région de l'Est. Le 08 avril 2025, elle est désignée membre du Conseil constitutionnel du Cameroun,.

## Voir Aussi

### Articles Connexes
- Liste des femmes sénatrices camerounaises
- Sénateurs de la 1ère législature du Cameroun
- Sénateurs de la 2ème législature du Cameroun
- Élections sénatoriales camerounaises de 2013
- Élections sénatoriales camerounaises de 2018